# Minimalisatieverplichting
De minimalisatieverplichting is in het Nederlandse milieurecht de plicht van een bedrijf dat een of meer zeer zorgwekkende stoffen naar de lucht uitstoot of op het water loost, te proberen deze emissie te voorkomen. Als het niet mogelijk is de emissie helemaal te voorkomen, dan moet de emissie tot een minimum worden beperkt. Deze plicht staat voor emissies naar de lucht beschreven in het Activiteitenbesluit milieubeheer (artikel 2.4.2). De minimalisatieverplichting geldt zelfs wanneer het bedrijf de beste beschikbare technieken toepast en het maximaal toelaatbaar risiconiveau niet wordt overschreden. Voor lozingen op water staat de minimalisatieplicht beschreven in het Handboek water. Toch geldt de minimalisatieplicht voor de verschillende soorten bedrijven die de milieuwetgeving onderscheidt niet op dezelfde manier. In het Besluit activiteiten leefomgeving van de Omgevingswet, dat in 2018 in werking zou moeten treden, wordt de minimalisatieverplichting een integraal onderdeel van de zogenoemde zorgplicht.
Er zijn verschillende manieren om emissies te minimaliseren: 
- vervangen door een andere stof (substitutie),
- nieuwe productietechnieken (procesgeïntegreerde technologie),
- nieuwe reinigingstechnieken (end-of-pipe technologie),
- geoptimaliseerde en duurzame bedrijfsvoering.

De minimalisatieverplichting helpt ook om innovatie te bevorderen.

## Meer informatie
- Infomil - zeer zorgwekkende stoffen, lucht
- Infomil - zeer zorgwekkende stoffen, water